# Passo Xon
Il passo Xon (671 m) è un valico alpino nelle Prealpi vicentine che mette in comunicazione l'alta valle dell'Agno con la val Leogra, collegando i centri di Recoaro Terme e di Valli del Pasubio.
Attraversato dalla strada statale 246 di Recoaro, è percorribile tutto l'anno ma, data la continua successione di curve strette sul versante recoarese, è chiuso al transito degli autoarticolati, che devono percorrere un giro più ampio.

## In bicicletta
Il passo Xon è un facile passo da entrambi i versanti e non presenta particolari difficoltà né da un versante né dall'altro. Tuttavia è molto noto presso i cicloamatori della zona per i panorami suggestivi sulle vicine Piccole Dolomiti e per la possibilità di essere inserito in itinerari più ampi.
Durante gli anni cinquanta è stato anche percorso dal Giro d'Italia quando era ancora col fondo sterrato.